# Línia Barcelona El Port-Riera Blanca
La línia Barcelona El Port-Riera Blanca era una línia de ferrocarril d'ample de via mètric de la ciutat de Barcelona, no electrificada i destinada exclusivament al trànsit de trens de mercaderies. La Compañía General de los Ferrocarriles Catalanes (CGFC) la va posar en servei l'any 1926. Unia diverses terminals de descàrrega de mercaderies del port de Barcelona amb la línia principal de la CGFC de Magòria i Barcelona Plaça Espanya a Martorell, a la Bifurcació Riera Blanca. Va ser transferida a la companyia Ferrocarrils de Via Estreta (FEVE) el 1977, i a Ferrocarrils de la Generalitat de Catalunya el 1979. Va ser clausurada l'any 1985, quan va ser substituïda per la nova línia de Barcelona El Port a Sant Boi.

## Història
La Compañía General de Ferrocarriles Catalanes (CGFC) es va crear l'any 1919 i va integrar en una xarxa les línies de tres companyies. D'ençà va endegar un ampli programa de construcció de noves línies i d'ampliació del parc de material rodant. Un dels nous projectes era un accés directe al port de Barcelona, per transbordar als vaixells les mercaderies provinents de la futura xarxa extensa.
Per això, l'any 1921 va sol·licitar la construcció d'un ramal des del barri barceloní de La Bordeta fins al port i va rebre la concessió el 22 de febrer de 1922. Les obres començaren aquell mateix any, però es van veure molt endarrerides per diversos problemes amb les expropiacions. La línia de Barcelona-El Port a Riera Blanca no es va poder inaugurar fins al 26 de novembre de 1926. Com a part de la línia, al port de Barcelona es va construir una estació pels trens de mercaderies, als peus de la muntanya de Montjuïc, prop del moll del Contradic, que va ser posada en servei el mateix dia.
Durant la seva existència, la línia no va patir gaires modificacions. Però amb els anys va quedar envoltada per les noves edificacions del barri de La Marina de Port, el que va fer que aquest tram quedés com un ferrocarril urbà, mal integrat i molt degradat. Els darrers anys els veïns solien fer servir els marges de les vies com un abocador.
Davant les nombroses pèrdues econòmiques arrossegades durant els exercicis de 1975 i 1976, i malgrat els plans de modernització d'instal·lacions i material, la CGFC va renunciar a l'explotació de les seves línies, inclosa aquesta, que varen passar a mans de l'empresa pública FEVE des de l'1 de gener de 1977. Aquest fet es va produir en el període de transició de la dictadura franquista a la democràcia. El 29 de setembre de 1977 es va restaurar la Generalitat de Catalunya, i seguidament començaren les transferències de competències com ara la de transports dins de la comunitat autònoma el 28 de juliol de 1978. Les línies de l'antiga CGFC varen passar a ser titularitat de la Generalitat el 2 de novembre següent. Transitòriament se'n va fer càrrec directament la Conselleria de Política Territorial i Obres Públiques, fins que el 5 de setembre de 1979 es va constituir l'empresa pública Ferrocarrils de la Generalitat de Catalunya (FGC).
Poc després els FGC van començar una llarga feina per reconstruir les línies que havia heretat, i per desenvolupar diversos projectes de millora de la xarxa, que van quedar recollits al «Pla General d'Actuació 1981-1990». Entre aquests projectes hi havia un de principal que afectava a la línia Llobregat-Anoia, consistent en el soterrament del tram metropolità entre les estacions de Barcelona Plaça Espanya i Cornellà. Donat que, un cop fet aquest soterrament, l'antiga línia en superfície seria clausurada, calia cercar un nou accés al port de Barcelona, alhora que se solucionaria el difícil pas pels carrers del barri de La Marina de Port. Per tant, es va decidir construir una línia completament nova que, des de l'estació de Sant Boi, accedís al port.
Un cop acabada la construcció, la nova línia de Barcelona-El Port a Sant Boi va entrar en servei l'11 de juliol de 1985. L'antiga línia de Barcelona El Port a Riera Blanca va ser suprimida uns dies abans, el 21 de juny de 1985. Tot seguit es va desmantellar i els terrenys recuperats es van integrar en el barri de La Marina de Port, sobretot per a construir nous carrers en la zona i al peu de la muntanya de Montjuïc.

## Descripció de la línia
La línia, de vía única no electrificada, començava a l'estació de Barcelona-El Port, que encara es manté en servei. Allà hi havia diversos apartadors per la descàrrega i càrrega de les mercaderies. En sortir de l'estació, la línia seguia un primer tram singular, que discorre pel bell mig del Passeig de Can Tunis, com si d'un tramvia es tractés. Els trens hi compartien l'espai amb autos i nombrosos camions. A més, durant uns anys en aquest tram hi va haver doble via, doncs per allà passava el tramvia de la línia 48 de Tranvías de Barcelona (TB). En principi, el tramvia era de vía estreta, del mateix ample que els trens de la CGFC. El 16 de març de 1948, la línia de tramvies va adoptar l'ample estàndard, de manera que les dues vies tenien tres carrils pels dos amples de via. La línia 48 de tramvies es va suprimir el 7 d'abril de 1963. Les vies tramviàries es van desmuntar i només va quedar una vía d'ample mètric pels trens de la CGFC.
La línia de tramvia acabava al carrer de la Mare de Déu del Port, i des d'allà la línia de la CGFC continuava ja sola. Una mica més endavant girava cap al nord-oest, passava sobre el carrer de la Mare de Déu del Port amb un pont metàl·lic, per sota de la línia de via ampla que enllaça les estacions de Can Tunis i del Morrot, creuava el carrer Motors amb un pas a nivell i seguia per la falda de la muntanya de Montjuïc amb una llarga recta, que actualment és l'avinguda coneguda com a carrer de la Mare de Déu del Port.
A continuació descrivia una sèrie de corbes a través del barri de La Marina de Port, a l'indret on els anys cinquanta del segle xx es van construir els habitatges coneguts com a barri del Polvorí, amb uns quants passos a nivell. El traçat per aquesta zona ara és el carrer dels Ferrocarrils Catalans.
Finalment, passava sota la Gran Via de les Corts Catalanes i girava cap al sud-oest per enllaçar amb la línia principal de la CGFC de Magòria i Barcelona Plaça Espanya a Martorell, a la Bifurcació Riera Blanca.

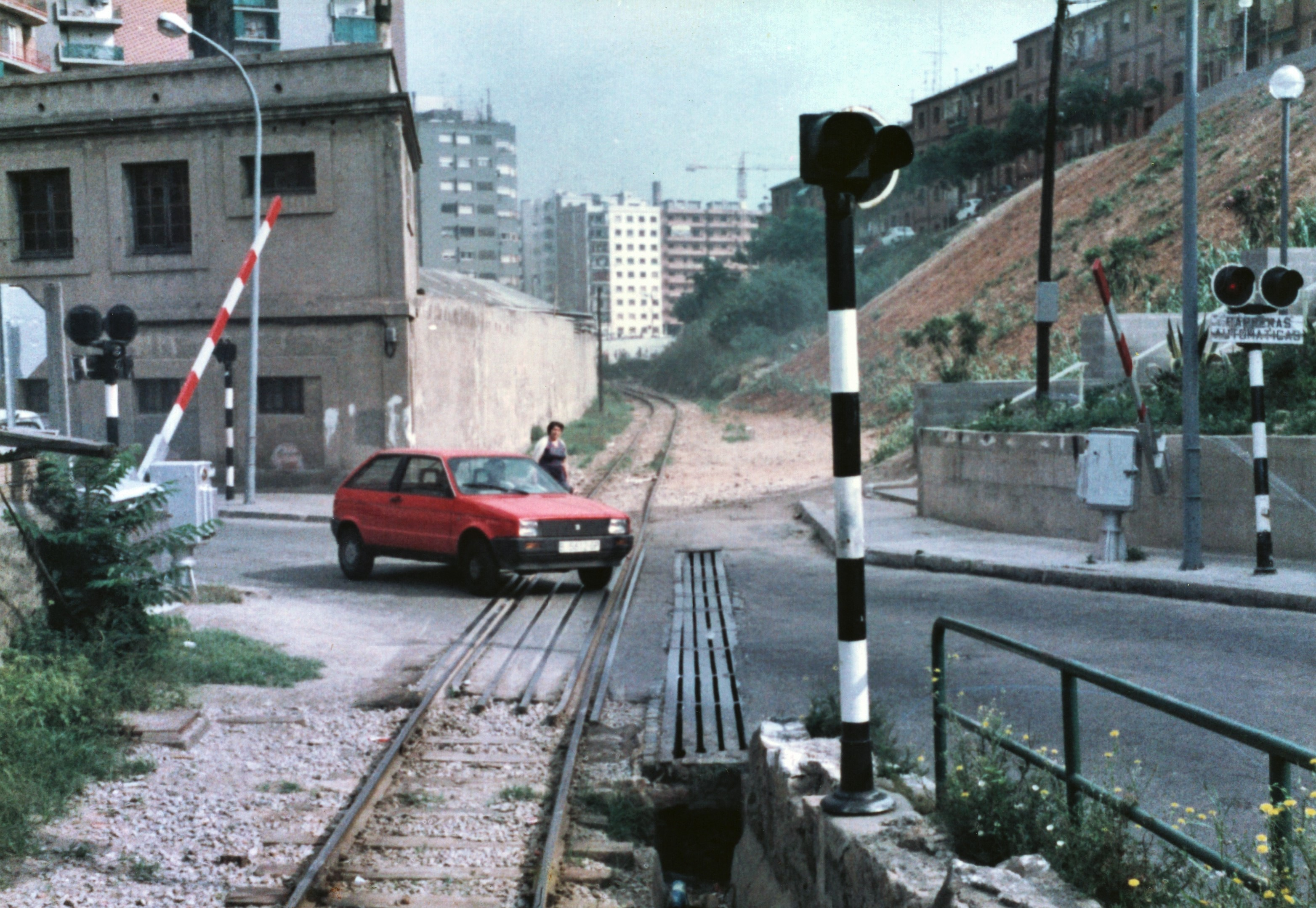
El pas a nivell del carrer del Segura, al barri de La Marina de Port.
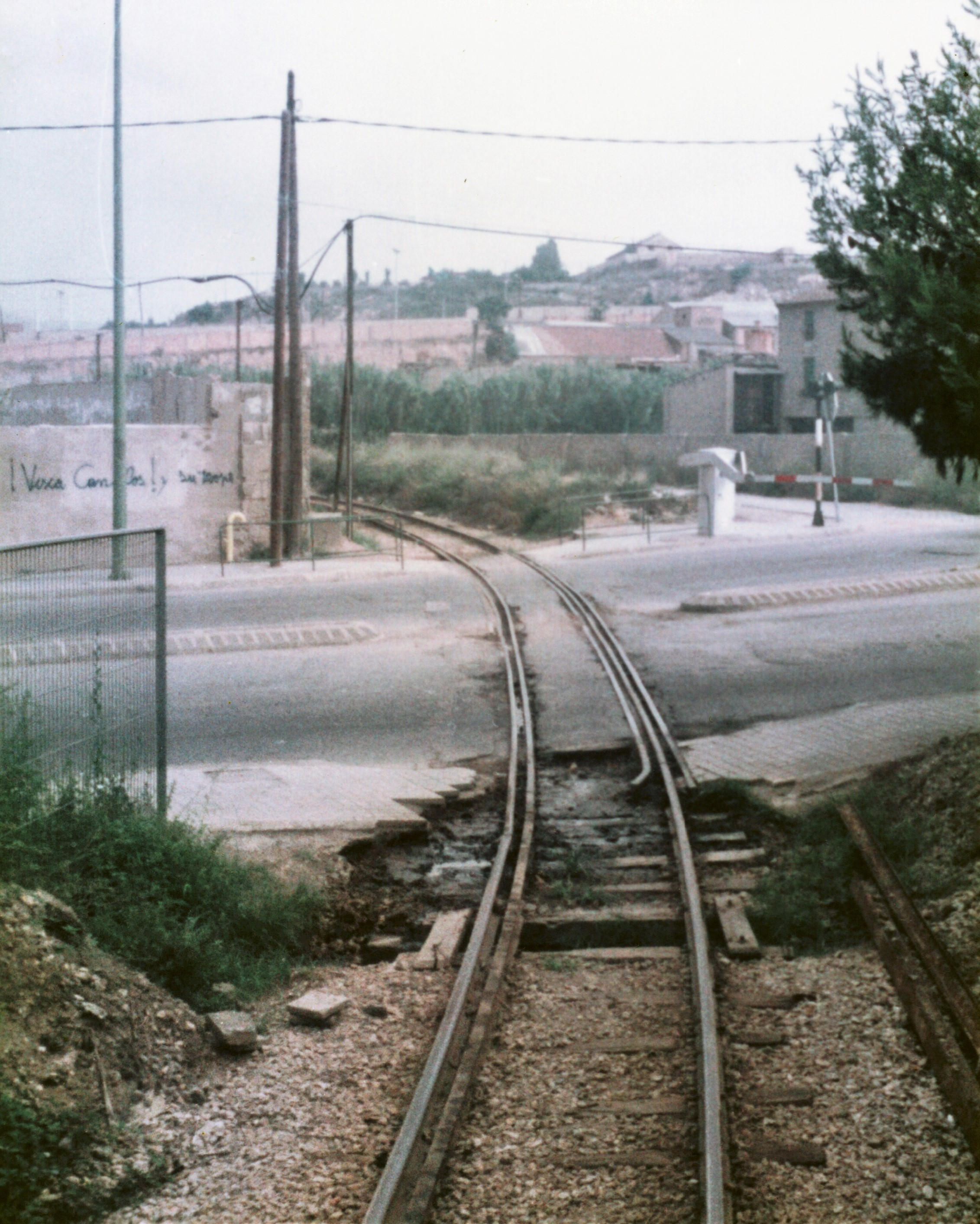
Pas a nivell del carrer del Foc.
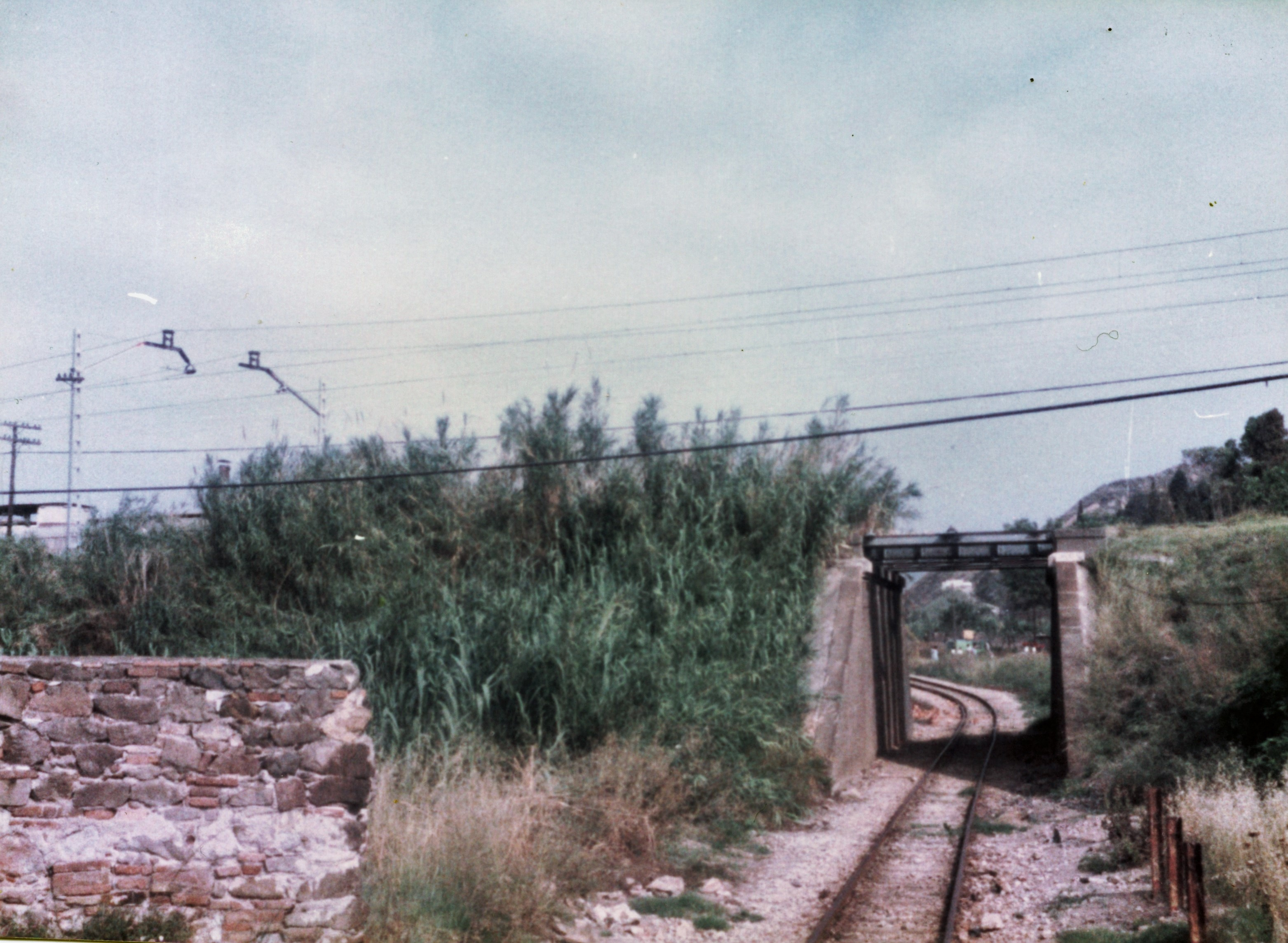
Pas sota la línia de RENFE de Can Tunis al Morrot.
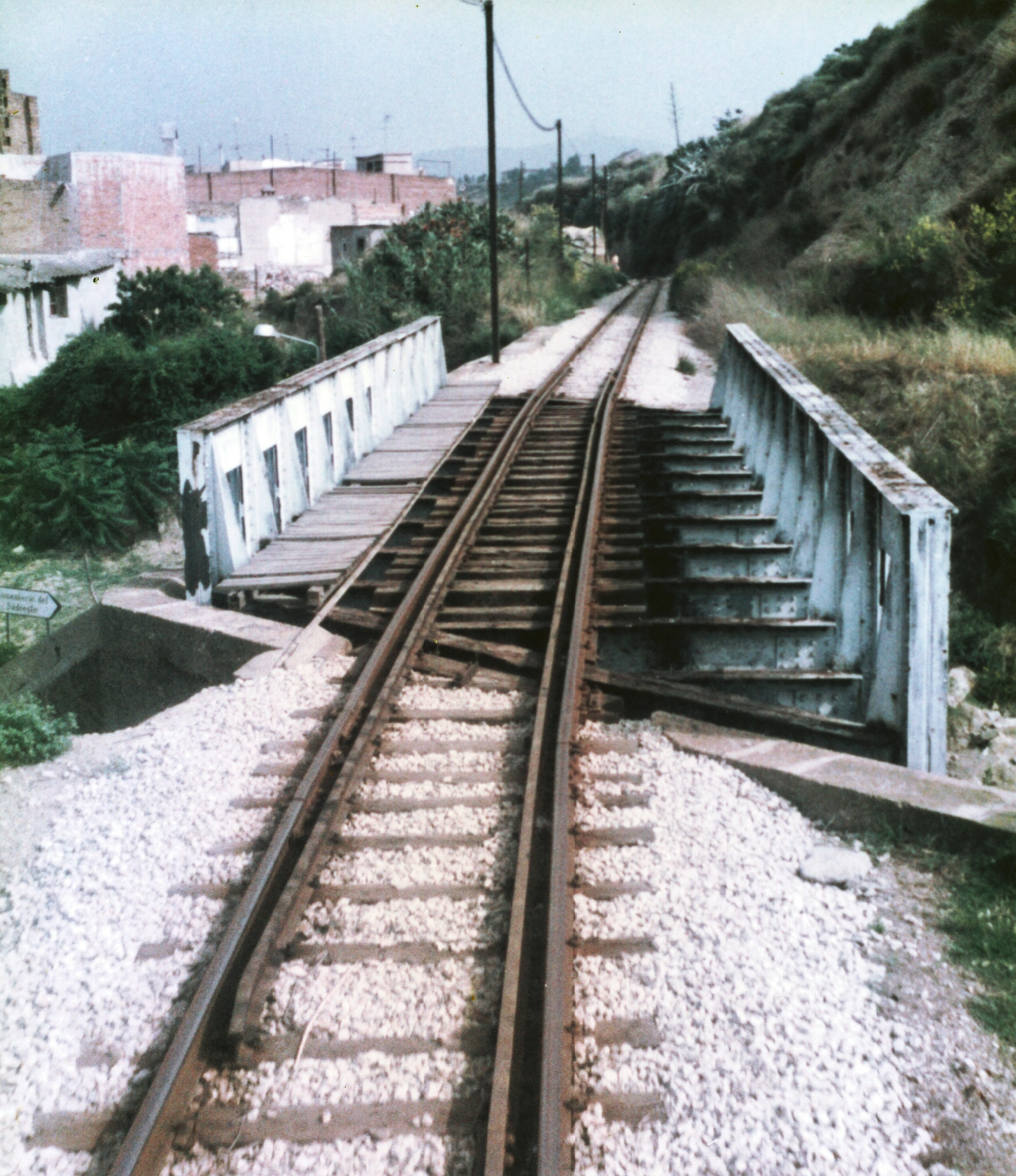
Pont metàl·lic sobre el carrer de la Mare de Déu del Port.
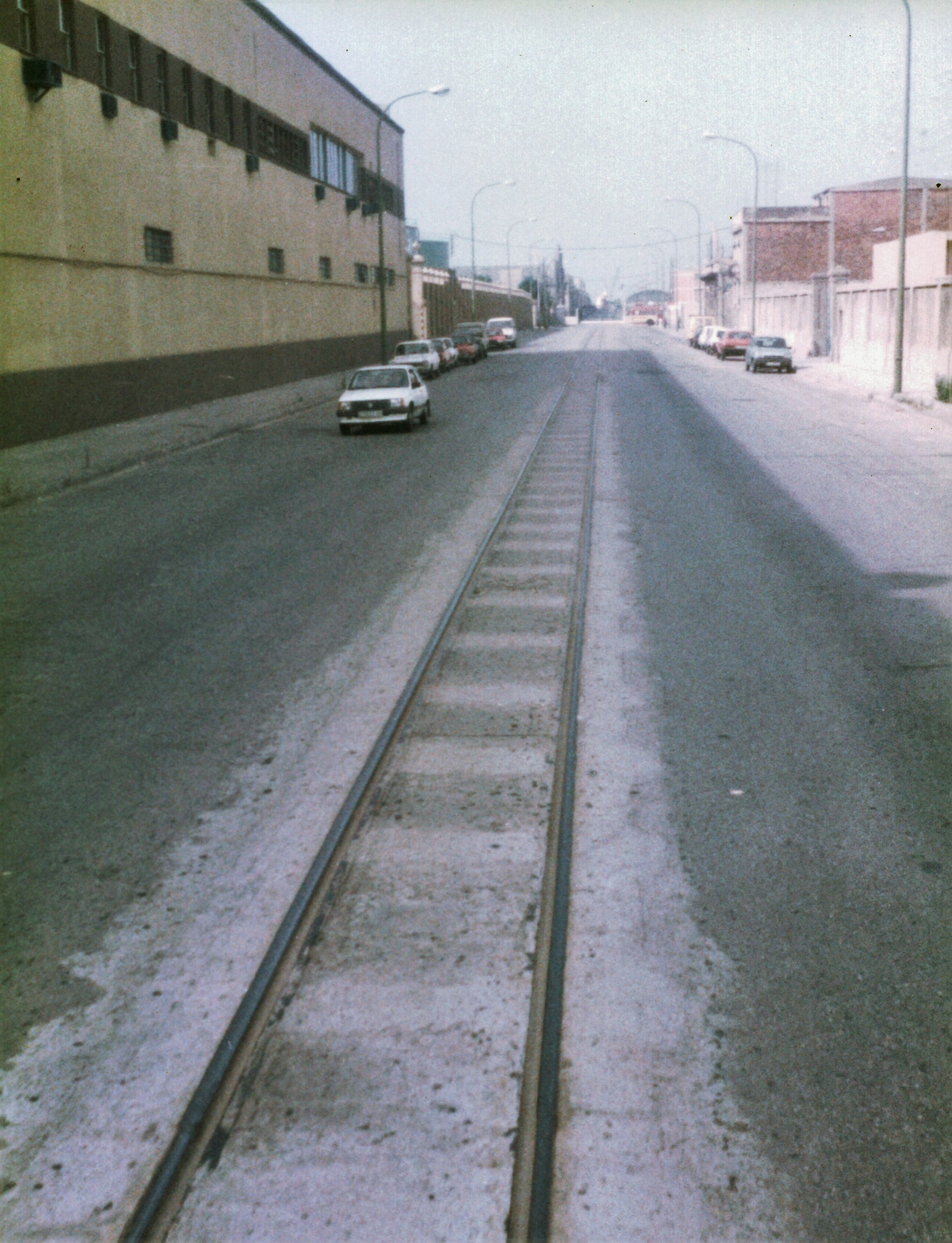
Via al Passeig de Can Tunis, únic tram encara en servei.

## Operació
L'explotació de la línia sempre va ser molt senzilla, doncs no hi havia cap estació intermèdia. La circulació es regulava mitjançant blocatge telefònic, entre els diferents cap d'estació.
Durant molts anys els trens van ser remolcats per les locomotores de vapor de la CGFC. El traçat era favorable pels trens carregats que baixaven cap al port. Així, per exemple, les locomotores més potents, les de la sèrie 100 (Garratt), podien remolcar 600 tones en sentit Barcelona-El Port, però només 300 en el sentit contrari. Les locomotores dièsel de la sèrie 700 van començar asubstituir les de vapor a partir de l'any 1955. Aquestes podien remolcar les mateixes càrregues que les anteriors.